# Križani zlatinjak
Križani zlatinjak (kvarnerski jelenak, lat. Asplenium hybridum), rijetka, gotovo ugrožena biljna vrsta iz porodice slezeničevki. Hrvatski endem s Kvarnera.
Po staroj sistematici nekada je bila uključivana u rod Phyllitis, jelenjak, kao Phyllitis hybrida. Plojka lista je duguljasto lancetasta. Raste po zavjetrinama i obalnim spiljama. Česta je na starim zidovima grada Raba gdje tvori zajednicu s također endemičnim istarskim zvoncem (Campanula fenestrellata subsp. istriaca).

## Sinonimi
- Ceterach reichardtii Haracic
- Ceterophyllitis hybrida (Milde) Pic. Serm.
- Gymnogramma arbensis Nikolic
- Phyllitis hybrida (Milde) C. Chr.
- Phyllitopsis hybrida (Milde) Reichst.
- Scolopendrium hybridum Milde